# Butzow
Butzow è un comune di 430 abitanti del Meclemburgo-Pomerania Anteriore, in Germania.

Appartiene al circondario della Pomerania Anteriore-Greifswald ed è parte della comunità amministrativa (Amt) di Anklam-Land.

## Economia

### Turismo

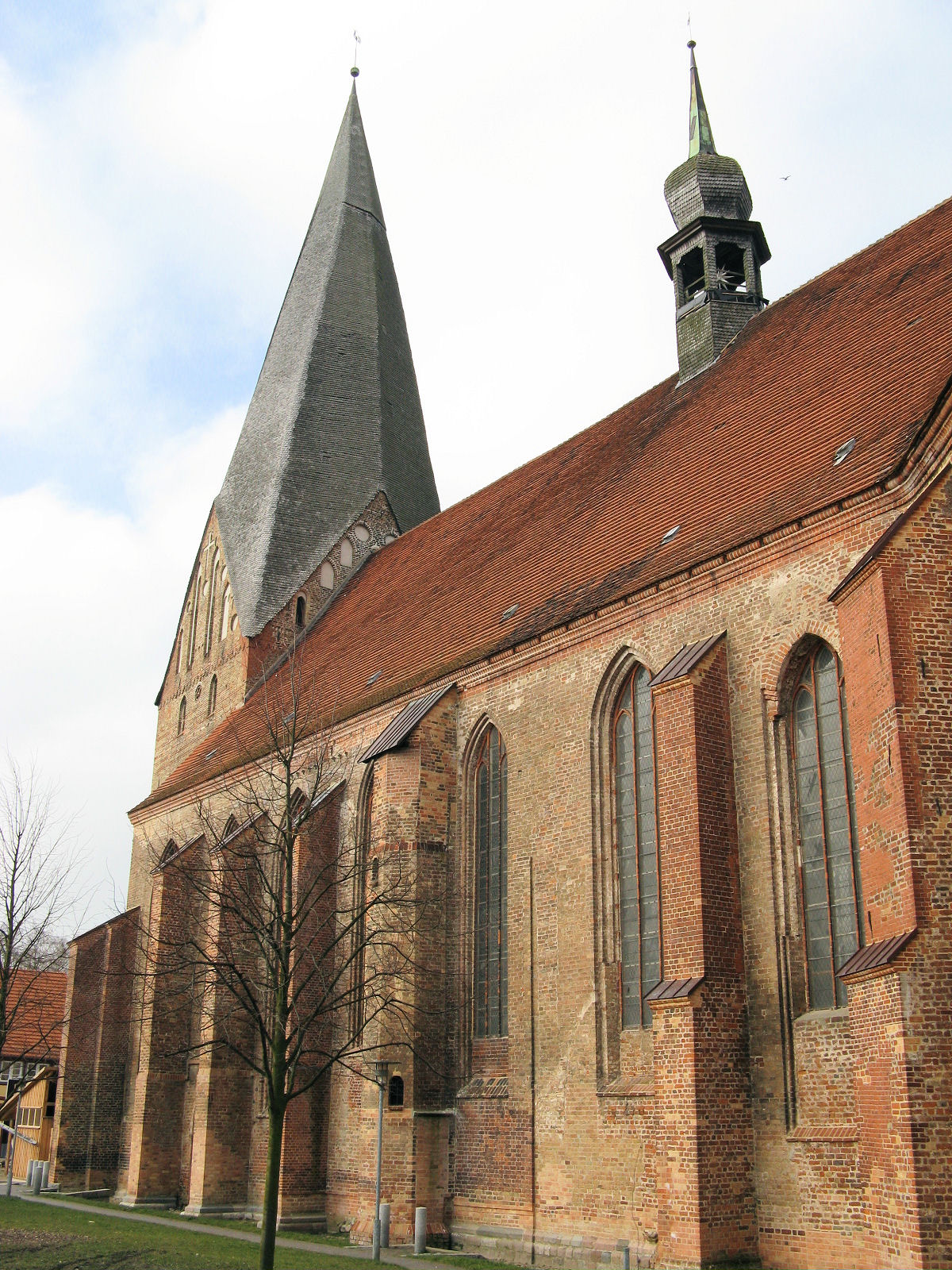
Buetzow Stiftskirche 2009-03-04 025

- La Chiesa Collegiale di Santa Maria, San Giovanni e Santa Elisabetta, costruita in mattone gotico nel XIII secolo a tre navate, nella quale è conservato il Maestro dell'Altare di Bützow
- Castello, costruito nel XIII secolo e rimodernato nel XVI secolo
- Municipio, costruito in stile neogotico nel 1848

## Geografia antropica

### Suddivisioni amministrative
Il territorio comunale si divide in 4 zone (Ortsteil), corrispondenti al centro abitato di Butzow e a 3 frazioni:
- Butzow (centro abitato)
- Alt Teterin
- Lüskow
- Neu Teterin